# Cajetan von Textor
Cajetan von Textor (né le 28 décembre 1782 dans l'arrondissement d'Ebersberg du district de Haute-Bavière et mort le 7 août 1860) est un médecin chirurgien bavarois.

## Biographie
De 1804 à 1808, il étudie à l'université d'Ingolstadt sous la direction, notamment, de Philipp Franz von Walther (1782–1849). Il perfectionne ses études au cours des années suivantes en Europe, notamment avec Alexis Boyer (1757–1833) à Paris, Antonio Scarpa (1752–1832) en Pavie et Georg Joseph Beer (1763–1821) à Vienne. Il travaille par la suite comme chirurgien à Munich.
En 1816, il devient professeur et médecin en chef (Oberwundarzt) au Juliusspital et à l'université de Wurtzbourg. En 1832, on lui retire son poste à Wurtzbourg pour des raisons politiques. En 1834, il est réintégré. Parmi ses étudiants les plus connus, on compte Bernhard Heine (1800–1846), inventeur de l'ostéotome (en).
Dans le domaine de la chirurgie, Textor était spécialisé dans le domaine des os et des articulations. On compte dans son œuvre Grundzüge zur Lehre der chirurgischen Operationen (1818–1827, 2eédition 1834–1841), une traduction en allemand des travaux chirurgicaux d'Alexis Boyer.